# El Cerrito (Kolumbia)
El Cerrito – miasto w zachodniej Kolumbii, w departamencie Valle del Cauca. Według spisu ludności z 30 czerwca 2018 roku miasto liczyło 35 977 mieszkańców. 

## Urodzeni w El Cerrito
- Jefferson  Lerma, piłkarz[2]